# The Forest on the Hill
The Forest on the Hill er en britisk stumfilm fra 1919 af Cecil Hepworth.

## Medvirkende
- Alma Taylor som Drusilla Whyddon
- James Carew som Timothy Snow
- Gerald Ames som John Redstone
- Lionelle Howard som Frederick Moyle
- Eileen Dennes som Audrey Leaman